# Мура (футбольний клуб, 2012)
НШ «Мура» (словен. Nogometna Šola Mura) — словенський футбольний клуб з міста Мурська Собота. Створений у 12 травня 2012 року. Є продовжувачем традицій колишніх клубів НК «Мура», що існував у 1924—2004 роках, та «Мура 05», що існував у 2005—2013 роках. Домашній стадіон команди — «Фазанерія».

## Історія
Після сезону 2012/13 років клуб «Мура 05» зазнав фінансових труднощів і був розпущений. На його базі у місті на наступний сезон 2013/14 був створений новий клуб, що отримав назву НШ «Мура» і був заявлений до регіональної ліги Мурської Соботи, де вони у першому ж сезоні фінішували другими та вийшли до словенської Третьої ліги. Там команда провела три сезони, посівши в останньому з них (2016/17) друге місце та вийшла до Другої ліги. Її команда у першому ж сезоні 2017/18 виграла і вперше у своїй нетривалій історії вийшла до Першої ліги, найвищого дивізіону словенського футболу.
У елітному дивізіоні в дебютному для себе сезоні 2018/19 клуб фінішував четвертим та здобув кваліфікацію до Ліги Європи УЄФА, завдяки чому на наступний рік отримав право дебютувати й у єврокубках. Наступного року команда знову стала четвертою, а також здобула перший трофей у своїй історії — Кубок Словенії 2019/20. У єврокубках того ж сезону перша спроба виявилась невдалою, і команда в першому ж раунді двічі поступилась ізраїльському «Маккабі» (Хайфа) і покинула турнір. Втім вже на наступний сезон «Мура» виступила значно краще, пройшовши у першому раунді плей-оф естонський «Нимме Калью» (4:0), а у другому раунді й данський «Орхус» (3:0).

## Досягнення
- Кубок Словенії
  -  Володар (1): 2019/20
- Перша ліга Словенії
  - Чемпіон (1): 2020/21